# Rollerski-Weltmeisterschaften 2015/Teilnehmer
An den 8. Rollerski-Weltmeisterschaften 2015 nahmen 17 Länder teil. Es waren insgesamt 90 Athleten, davon waren 34 Damen und 56 Herren am Start.

## Armenien
| Athleten          | Wettbewerbe              | Zeit | Rang |
| ----------------- | ------------------------ | ---- | ---- |
| Herren            |                          |      |      |
| Sergej Mikajeljan | 10 km klassisch Berglauf | -    | DNS  |
| Sergej Mikajeljan | Sprint Freistil          |      | DNS  |

## Deutschland
| Athleten          | Wettbewerbe                | Zeit    | Rang   |
| ----------------- | -------------------------- | ------- | ------ |
| Damen             |                            |         |        |
| Kira Claudi       | Sprint Freistil            |         | Bronze |
| Kira Claudi       | Team-Sprint Freistil       | 26:27,2 | 6      |
| Anna Rockstroh    | Team-Sprint Freistil       | 26:27,2 | 6      |
| Herren            |                            |         |        |
| Michael Henning   | 10 km klassisch Berglauf   | 40:17,7 | 28     |
| Michael Henning   | Team-Sprint Freistil       |         | DNS    |
| Michael Henning   | 25 km Freistil Massenstart | 58:35,2 | 31     |
| Max Olex          | Team-Sprint Freistil       |         | DNS    |
| Max Olex          | 25 km Freistil Massenstart | 51:29,9 | 21     |
| Hermann Schindler | 10 km klassisch Berglauf   | 38:11,4 | 27     |

## Frankreich
| Athleten           | Wettbewerbe                | Zeit    | Rang |
| ------------------ | -------------------------- | ------- | ---- |
| Herren             |                            |         |      |
| Igor Cuny          | 25 km Freistil Massenstart | -       | DNS  |
| Clément Mailler    | 10 km klassisch Berglauf   | 34:44,6 | 18   |
| Clément Mailler    | Sprint Freistil            |         | 18   |
| Clément Mailler    | Team-Sprint Freistil       | 38:09,0 | 4    |
| Clément Mailler    | 25 km Freistil Massenstart | 49:41,3 | 10   |
| Antonin Pellegrini | 10 km klassisch Berglauf   | 36:07,8 | 22   |
| Antonin Pellegrini | Sprint Freistil            |         | 11   |
| Antonin Pellegrini | Team-Sprint Freistil       | 38:09,0 | 4    |
| Antonin Pellegrini | 25 km Freistil Massenstart | -       | DNS  |

## Griechenland
| Athleten             | Wettbewerbe                | Zeit    | Rang |
| -------------------- | -------------------------- | ------- | ---- |
| Herren               |                            |         |      |
| Apostolos Angelis    | Team-Sprint Freistil       | 42:02,2 | 9    |
| Apostolos Angelis    | 25 km Freistil Massenstart | 54:54,2 | 27   |
| Kleanthis Karamichas | Team-Sprint Freistil       | 42:02,2 | 9    |
| Kleanthis Karamichas | 25 km Freistil Massenstart | 58:12,1 | 30   |

## Italien
| Athleten                    | Wettbewerbe                | Zeit     | Rang   |
| --------------------------- | -------------------------- | -------- | ------ |
| Damen                       |                            |          |        |
| Ilaria Debertolis           | 19 km Freistil Massenstart | 48:16,47 | Silber |
| Elisa Fulcheri              | Sprint Freistil            |          | 12     |
| Giulia Stürz                | Team-Sprint Freistil       | 24:53,3  | Silber |
| Giulia Malagoni             | 10 km klassisch Berglauf   | 43:17,5  | 16     |
| Lucia Scardoni              | 10 km klassisch Berglauf   | 37:32,5  | 4      |
| Virginia De Martin Topranin | 19 km Freistil Massenstart | 48:21,8  | Bronze |
| Gaia Vuerich                | Team-Sprint Freistil       | 24:53,3  | Silber |
| Herren                      |                            |          |        |
| Emanuele Becchis            | Sprint Freistil            |          | Gold   |
| Emanuele Becchis            | 25 km Freistil Massenstart | 52:43,6  | 24     |
| Alessio Berlanda            | Sprint Freistil            |          | Silber |
| Eugenio Bianchi             | 10 km klassisch Berglauf   | 33:02,4  | 13     |
| Sergio Bonaldi              | 25 km Freistil Massenstart | 48:46.1  | 5      |
| Roland Clara                | 25 km Freistil Massenstart | 48:50,5  | 6      |
| Francesco De Fabiani        | 10 km klassisch Berglauf   | 31:59,6  | 8      |
| Roberto Ferracin            | Sprint Freistil            |          | 9      |
| Niki Hrovatin               | Sprint Freistil            |          | 14     |
| Dietmar Nöckler             | Team-Sprint Freistil       | 38:08,0  | Silber |
| Luca Orlandi                | 10 km klassisch Berglauf   | 33:10,2  | 14     |
| Simone Paredi               | 25 km Freistil Massenstart | 48:56,0  | 7      |
| Federico Pellegrino         | Team-Sprint Freistil       | 38:08,0  | Silber |
| Federico Pellegrino         | 25 km Freistil Massenstart | 48:32,0  | Bronze |
| Maicol Rastelli             | 10 km klassisch Berglauf   | 30:49,7  | Gold   |
| Emanuele Sbabo              | Sprint Freistil            |          | 4      |

## Kroatien
| Athleten        | Wettbewerbe                | Zeit      | Rang |
| --------------- | -------------------------- | --------- | ---- |
| Damen           |                            |           |      |
| Nina Broznić    | Sprint Freistil            |           | 13   |
| Nina Broznić    | 19 km Freistil Massenstart | 57:57,9   | 16   |
| Gabrijela Frlan | Sprint Freistil            |           | 17   |
| Gabrijela Frlan | 19 km Freistil Massenstart | 1:04:37.8 | 17   |

## Mongolei
| Athleten                 | Wettbewerbe                | Zeit    | Rang |
| ------------------------ | -------------------------- | ------- | ---- |
| Damen                    |                            |         |      |
| Ariunsanaagiin Enchtuul  | 10 km klassisch Berglauf   | -       | DSQ  |
| Ariunsanaagiin Enchtuul  | Sprint Freistil            |         | 16   |
| Herren                   |                            |         |      |
| Amarsanaa Baasansuren    | 10 km klassisch Berglauf   | 40:59,9 | 29   |
| Amarsanaa Baasansuren    | Sprint Freistil            |         | 20   |
| Amarsanaa Baasansuren    | Team-Sprint Freistil       | 42:39,7 | 10   |
| Amarsanaa Baasansuren    | 25 km Freistil Massenstart | 56:42,7 | 29   |
| Batmönchiin Atschbadrach | 10 km klassisch Berglauf   | 37:28,5 | 25   |
| Batmönchiin Atschbadrach | Sprint Freistil            |         | 26   |
| Batmönchiin Atschbadrach | Team-Sprint Freistil       | 42:39,7 | 10   |
| Batmönchiin Atschbadrach | 25 km Freistil Massenstart | 52:53,7 | 25   |

## Norwegen
| Athleten                | Wettbewerbe                | Zeit    | Rang |
| ----------------------- | -------------------------- | ------- | ---- |
| Herren                  |                            |         |      |
| Ragnar Bragvin Andresen | Sprint Freistil            |         | 5    |
| Ragnar Bragvin Andresen | Team-Sprint Freistil       | 38:06,5 | Gold |
| Ragnar Bragvin Andresen | 25 km Freistil Massenstart | 53:48,4 | 26   |
| Kristian Ankersen       | 10 km klassisch Berglauf   | 36:49,2 | 24   |
| Kristian Ankersen       | Sprint Freistil            |         | 10   |
| Marius Caspersen Falla  | 10 km klassisch Berglauf   | 34:36,8 | 17   |
| Marius Caspersen Falla  | Team-Sprint Freistil       | 38:06,5 | Gold |
| Marius Caspersen Falla  | 25 km Freistil Massenstart | 51:19,8 | 20   |
| Ludvig Soegnen Jensen   | Sprint Freistil            |         | 6    |
| Jostein Olafsen         | Sprint Freistil            |         | 8    |
| Jostein Olafsen         | 25 km Freistil Massenstart | -       | DNS  |

## Österreich
| Athleten     | Wettbewerbe                | Zeit    | Rang |
| ------------ | -------------------------- | ------- | ---- |
| Herren       |                            |         |      |
| Markus Bader | 10 km klassisch Berglauf   | 32:20,1 | 10   |
| Markus Bader | Sprint Freistil            |         | DNS  |
| Markus Bader | 25 km Freistil Massenstart | 51:07,4 | 19   |

## Rumänien
| Athleten                   | Wettbewerbe                | Zeit    | Rang |
| -------------------------- | -------------------------- | ------- | ---- |
| Damen                      |                            |         |      |
| Timea Sara                 | 10 km klassisch Berglauf   | 40:25,0 | 10   |
| Timea Sara                 | Team-Sprint Freistil       | 28:52,8 | 7    |
| Timea Sara                 | 19 km Freistil Massenstart | 53:26,2 | 15   |
| Nicoleta Luciana Sovarschi | Team-Sprint Freistil       | 28:52,8 | 7    |
| Herren                     |                            |         |      |
| Petrică Hogiu              | 10 km klassisch Berglauf   | -       | DSQ  |
| Petrică Hogiu              | Team-Sprint Freistil       | 40:13,8 | 8    |
| Petrică Hogiu              | 25 km Freistil Massenstart | 49:02,5 | 8    |
| Paul Constantin Pepene     | 10 km klassisch Berglauf   | -       | DSQ  |
| Paul Constantin Pepene     | 25 km Freistil Massenstart | 48:41,2 | 4    |
| Raul Mihai Popa            | Team-Sprint Freistil       | 40:13,8 | 8    |

## Russland
| Athleten              | Wettbewerbe                | Zeit    | Rang   |
| --------------------- | -------------------------- | ------- | ------ |
| Damen                 |                            |         |        |
| Uljana Gawrilowa      | Sprint Freistil            |         | Gold   |
| Swetlana Chwostunkowa | 10 km klassisch Berglauf   | 41:50,8 | 13     |
| Tatjana Jambajewa     | 10 km klassisch Berglauf   | 38:24,7 | 6      |
| Tatjana Jambajewa     | 19 km Freistil Massenstart | 51:07,0 | 11     |
| Ksenia Konohova       | Team-Sprint Freistil       | 24:55,1 | Bronze |
| Ksenia Konohova       | 19 km Freistil Massenstart | 51:54.0 | 12     |
| Jelena Lukjanowa      | 10 km klassisch Berglauf   | 43:36,3 | 17     |
| Olga Michailowa       | 19 km Freistil Massenstart | 48:36,9 | 4      |
| Swetlana Nikolajewa   | 10 km klassisch Berglauf   | 38:03,0 | 5      |
| Swetlana Nikolajewa   | Team-Sprint Freistil       | 24:55,1 | Bronze |
| Swetlana Nikolajewa   | 19 km Freistil Massenstart | 48:42,4 | 5      |
| Marija Priwesenzewa   | Sprint Freistil            |         | 4      |
| Margarita Woronina    | Sprint Freistil            |         | 5      |
| Herren                |                            |         |        |
| Iwan Anissimow        | Team-Sprint Freistil       | 38:37,0 | 7      |
| Iwan Anissimow        | 25 km Freistil Massenstart | 50:34,6 | 14     |
| Jewgeni Dementjew     | 10 km klassisch Berglauf   | 31:17,7 | Silber |
| Jewgeni Dementjew     | 25 km Freistil Massenstart | 48:19,0 | Gold   |
| Maxim Ginijatow       | Sprint Freistil            |         | 12     |
| Sergei Korsakow       | 25 km Freistil Massenstart | 51:31,7 | 22     |
| Nikita Krjukow        | Team-Sprint Freistil       | 38:37,0 | 7      |
| Andrej Melikow        | Sprint Freistil            |         | 17     |
| Dmitri Ploskonossow   | 10 km klassisch Berglauf   | 32:00,8 | 9      |
| Dmitri Ploskonossow   | 25 km Freistil Massenstart | 49:32,2 | 9      |
| Vitaliy Smirnov       | Sprint Freistil            |         | 7      |
| Anton Soatagin        | 10 km klassisch Berglauf   | 31:38,0 | 5      |
| Iwan Solodow          | 10 km klassisch Berglauf   | 32:25,8 | 11     |
| Dmitri Woronin        | Sprint Freistil            |         | Bronze |

## Schweden
| Athleten       | Wettbewerbe                | Zeit    | Rang   |
| -------------- | -------------------------- | ------- | ------ |
| Damen          |                            |         |        |
| Elin Mohlin    | 10 km klassisch Berglauf   | 36:46,6 | Bronze |
| Elin Mohlin    | Sprint Freistil            |         | 10     |
| Linn Sömskar   | 10 km klassisch Berglauf   | 35:17,1 | Gold   |
| Linn Sömskar   | Sprint Freistil            |         | Silber |
| Linn Sömskar   | Team-Sprint Freistil       | 24:32,6 | Gold   |
| Linn Sömskar   | 19 km Freistil Massenstart | 49:53,2 | 8      |
| Marika Sundin  | 10 km klassisch Berglauf   | 35:57,9 | Silber |
| Marika Sundin  | Sprint Freistil            |         | 9      |
| Marika Sundin  | 19 km Freistil Massenstart | 47:42,9 | Gold   |
| Marika Sundin  | Team-Sprint Freistil       | 24:32,6 | Gold   |
| Herren         |                            |         |        |
| Anton Karlsson | 10 km klassisch Berglauf   | 31:27,5 | 4      |
| Anton Karlsson | Sprint Freistil            |         | 21     |
| Anton Karlsson | Team-Sprint Freistil       | 38:08,4 | Bronze |
| Anton Karlsson | 25 km Freistil Massenstart | 50:46,8 | 17     |
| Robin Norum    | 10 km klassisch Berglauf   | 31:39,3 | 6      |
| Robin Norum    | Sprint Freistil            |         | 19     |
| Robin Norum    | Team-Sprint Freistil       | 38:08,4 | Bronze |
| Robin Norum    | 25 km Freistil Massenstart | 48:26,5 | Silber |
| Oscar Persson  | 10 km klassisch Berglauf   | 31:20,6 | Bronze |
| Oscar Persson  | Sprint Freistil            |         | 25     |
| Oscar Persson  | 25 km Freistil Massenstart | 49:47,1 | 11     |

## Slowakei
| Athleten           | Wettbewerbe                | Zeit    | Rang |
| ------------------ | -------------------------- | ------- | ---- |
| Damen              |                            |         |      |
| Barbora Klementová | 10 km klassisch Berglauf   | 43:13,3 | 15   |
| Barbora Klementová | Sprint Freistil            |         | 11   |
| Barbora Klementová | Team-Sprint Freistil       | 25:26,0 | 4    |
| Alena Procházková  | 10 km klassisch Berglauf   | 40:34,8 | 11   |
| Alena Procházková  | Sprint Freistil            |         | 6    |
| Alena Procházková  | Team-Sprint Freistil       | 25:26,0 | 4    |
| Alena Procházková  | 19 km Freistil Massenstart | 49:08,3 | 6    |
| Herren             |                            |         |      |
| Peter Mlynár       | 10 km klassisch Berglauf   | 31:50,6 | 7    |
| Peter Mlynár       | Sprint Freistil            |         | 16   |
| Peter Mlynár       | Team-Sprint Freistil       | 38:34,5 | 6    |
| Andrej Segeč       | 10 km klassisch Berglauf   | 36:37,2 | 23   |
| Andrej Segeč       | Sprint Freistil            |         | 24   |
| Andrej Segeč       | 25 km Freistil Massenstart | 50:36.4 | 15   |
| Miroslav Šulek     | 10 km klassisch Berglauf   | 33:30,8 | 16   |
| Miroslav Šulek     | Sprint Freistil            |         | 15   |
| Miroslav Šulek     | Team-Sprint Freistil       | 38:34,5 | 6    |
| Miroslav Šulek     | 25 km Freistil Massenstart | 55:26,2 | 28   |

## Spanien
| Athleten   | Wettbewerbe                | Zeit    | Rang |
| ---------- | -------------------------- | ------- | ---- |
| Herren     |                            |         |      |
| Diego Ruiz | 10 km klassisch Berglauf   | 35:00,4 | 20   |
| Diego Ruiz | 25 km Freistil Massenstart | 50:56,3 | 18   |

## Tschechien
| Athleten        | Wettbewerbe                | Zeit    | Rang |
| --------------- | -------------------------- | ------- | ---- |
| Damen           |                            |         |      |
| Karolina Bicova | 10 km klassisch Berglauf   | 42:01,1 | 14   |
| Karolina Bicova | Sprint Freistil            |         | 14   |
| Karolina Bicova | 19 km Freistil Massenstart | 53:23.5 | 14   |

## Ukraine
| Athleten            | Wettbewerbe                | Zeit    | Rang |
| ------------------- | -------------------------- | ------- | ---- |
| Damen               |                            |         |      |
| Maryna Anzybor      | 10 km klassisch Berglauf   | 39:28,4 | 9    |
| Maryna Anzybor      | Team-Sprint Freistil       | 25:38,8 | 5    |
| Maryna Anzybor      | 19 km Freistil Massenstart | 49:23,4 | 7    |
| Lada Nesterenko     | 10 km klassisch Berglauf   | 38:48,0 | 8    |
| Lada Nesterenko     | 19 km Freistil Massenstart | 49:59,3 | 9    |
| Kateryna Serdjuk    | 10 km klassisch Berglauf   | 40:50,4 | 12   |
| Kateryna Serdjuk    | Sprint Freistil            |         | 15   |
| Kateryna Serdjuk    | Team-Sprint Freistil       | 25:38,8 | 5    |
| Kateryna Serdjuk    | 19 km Freistil Massenstart | 50:12.5 | 10   |
| Herren              |                            |         |      |
| Artur Herhardt      | 10 km klassisch Berglauf   | 37:51,4 | 26   |
| Artur Herhardt      | Sprint Freistil            |         | 22   |
| Artur Herhardt      | 25 km Freistil Massenstart | 50:38,2 | 16   |
| Oleksij Krassowskyj | 10 km klassisch Berglauf   | 33:17,3 | 15   |
| Oleksij Krassowskyj | Team-Sprint Freistil       | 38:10,4 | 5    |
| Oleksij Krassowskyj | 25 km Freistil Massenstart | 50:10,5 | 13   |
| Oleksandr Mukshyn   | 10 km klassisch Berglauf   | 35:14,3 | 21   |
| Oleksandr Mukshyn   | Sprint Freistil            |         | 23   |
| Oleksandr Mukshyn   | 25 km Freistil Massenstart | 52:08,9 | 23   |
| Ruslan Perechoda    | 10 km klassisch Berglauf   | 34:48,6 | 19   |
| Ruslan Perechoda    | Sprint Freistil            |         | 13   |
| Ruslan Perechoda    | Team-Sprint Freistil       | 38:10,4 | 5    |
| Ruslan Perechoda    | 25 km Freistil Massenstart | 50:02,0 | 12   |

## Weißrussland
| Athleten              | Wettbewerbe                | Zeit    | Rang |
| --------------------- | -------------------------- | ------- | ---- |
| Damen                 |                            |         |      |
| Waljanzina Kaminskaja | 10 km klassisch Berglauf   | 38:44,8 | 7    |
| Waljanzina Kaminskaja | Sprint Freistil            |         | 8    |
| Waljanzina Kaminskaja | Team-Sprint Freistil       |         | DNS  |
| Maryia Nedyukhina     | Sprint Freistil            |         | 7    |
| Maryia Nedyukhina     | Team-Sprint Freistil       |         | DNS  |
| Maryia Nedyukhina     | 19 km Freistil Massenstart | 53:05.9 | 13   |